# Virgin Media
Virgin Media Inc. (precedentemente nota come NTL: Telewest, in seguito ad una fusione di NTL Incorporated con Telewest Global, Inc.), è una società attiva in campo multimediale che fornisce servizi nei settori della televisione, Internet, telefonia mobile e telefonia fissa integrati (quadruple play in inglese). Nel 2006 è diventata la prima società nel Regno Unito a fornire in un unico pacchetto i quattro servizi succitati.
Nel settore della televisione via cavo ha nel Regno Unito come principali concorrenti Sky, BT, Everything Everywhere, O2, TalkTalk e Vodafone.
Anche se ha sede in USA, Virgin Media opera solo nel Regno Unito, con sede ad Hook (Hampshire) mentre la sua base finanziaria si trova a Bradford.